# Champisaje

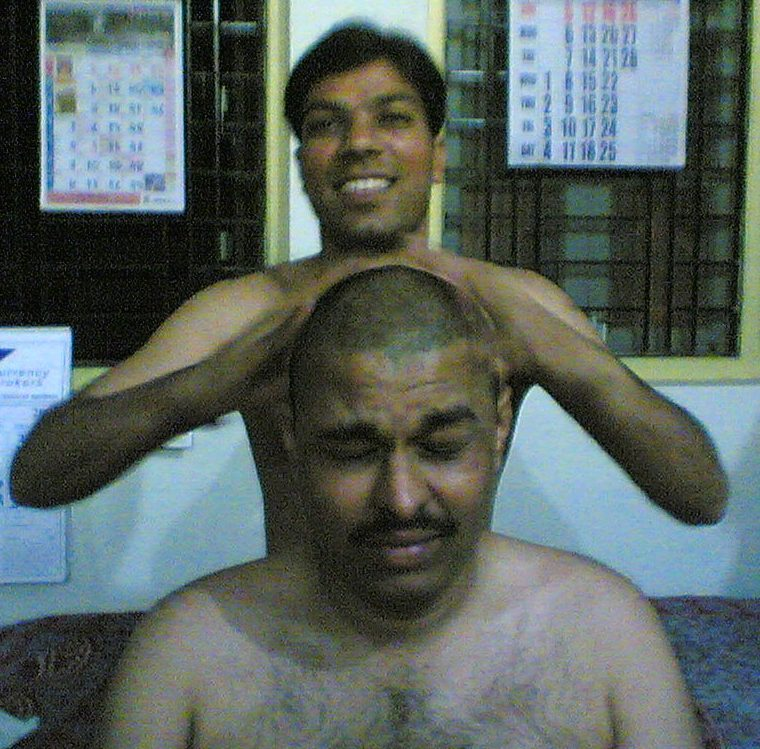
Masaje Champi

El Masaje Champi, Champisaje o Masaje Indio de Cabeza y Cuello, originariamente llamado Shiro abhyanga, es un tipo de masaje ayurvédico. 
El Ayurveda es una medicina tradicional india de más de 5000 años de antigüedad que hoy en día incluso está reconocida por la OMS. Igual que la medicina tradicional china, el Ayurveda considera que el cuerpo y el espíritu están ligados y considera al ser en su totalidad. Según esta medicina, el cuerpo está atravesado por un soplo vital llamado Prâna. Cuando este flujo energético se perturba, principalmente debido al estrés o una mala higiene de vida, el organismo sufre numerosas disfunciones (dolores de cabeza, digestivos, dolores, mal estar).
El masaje ayurvédico se practica desnudo o en ropa interior. El masajista utiliza un aceite caliente, generalmente aceite de sésamo, solo o combinado. La técnica consiste en estimular los Marma, puntos energéticos a través de los cuales se desplaza el Prâna mediante presiones, frotes y palpaciones para reequilibrar las funciones orgánicas. Desde los pies hasta la puntas del cabello, cada zona se masajea una por una en un movimiento de reunificación con el cuerpo, teniendo en cuenta los diferentes elementos que lo constituyen: el aire, el agua y el fuego, organizados según tres sistemas: vata (sistemas nervioso y hormonal), pitta (sistemas digestivo y enzimático), kapha (fluidos).
Completo, el masaje ayurvédico tiene como objetivo relajar, calmar las tensiones nerviosas, reabsorber el estrés y facilitar el sueño. Al restablecer la circulación sanguínea, permite eliminar las toxinas generadas por una mala alimentación y la contaminación. Gracias a su energía, recarga las baterías y previene males. El masaje ayurvédico es, según la tradición, un elemento de prevención y se incluye en una higiene de vida precisa, que incluye una alimentación equilibrada y ejercicios de yoga, respiración y meditación.

## Efectos
- Sobre la piel de la cara: aumenta la circulación facial, lo cual rejuvenece la piel, disminuye las arrugas, relaja las líneas de expresión, da aspecto más juvenil.
- Sobre la mente: alivia el estrés, revitaliza la mente y mejora la concentración.
- Sobre la cintura escapular, espalda, cráneo y cuello: despeja las tensiones, libera la fatiga, previene el insomnio, los dolores de cabeza y es ideal para el bruxismo.

## Indicaciones para la realización del masaje
- Posición del terapeuta: el terapeuta permanece detrás del paciente. Para algunas maniobras podrá estar sentado, pero es más cómodo hacerlo todo el rato de pie. Para otras maniobras es conveniente apoyar la cabeza del cliente en el abdomen/pecho del terapeuta; en este caso se recomienda el uso de una toalla enrollada que se colocará entre el cuerpo del tarapeuta y la cabeza del cliente
- Posición del cliente: se situará sentado en una silla de respaldo bajo (que deje a la vista casi toda la zona dorsal), en un taburete o, lo mejor, en una silla de masaje, la cual le permitirá descansar el cuerpo y la cabeza mientras estemos haciendo las maniobras de espalda, brazos (que no antebrazos), hombros y cuello e incluso algunas de la cabeza (aunque cuando lleguemos a esa parte es mejor que se incorpore).
- Uso de aceites: en su origen, el masaje champi conlleva la utilización de aceites mezclados con aceites esenciales. Se recomienda el uso de aceites de coco o de jengibre. Este aceite se aplica en todo el cuero cabelludo, bien frotando con las yemas de los dedos dibujando líneas o bien con peinados transversales con la mano en garra. En la tradición india, incluso se deja caer el aceite en la frente y cara con el cliente tumbado (con protecciones en la frente y algodones en las cuencas oculares), o se le coloca una especie de capirote de piel encajado en la cabeza (tapando los bordes interiores con una masa hecha con agua y harina, para que no se salga el aceite) que permitirá añadir aceite sobre la cabeza. Los aceites se aplicarán templados. Si queremos aplicar aceites tenemos que consultarlo antes con el cliente, ya que quizás no quiera que se los apliquemos.
- Aplicaciones: es un masaje muy relajante, que alivia trastornos como dolores de cabeza, dolores de cuello, dolores de la cintura escapular y baja la tensión producida por el bruxismo. Los aceites calientes refuerzan estas funciones y a éstos hay que sumarles los efectos de los aceites esenciales que vayamos a emplear.
- Cepillado previo del cabello: ya que, sobre todo en las maniobras de la cabeza, tenemos que entremezclar los dedos con el pelo, conviene peinarlo para desenredar los nudos antes de comenzar el masaje. Tendremos que tener peines desechables que sacaremos del envoltorio delante del paciente y que luego le ofreceremos de regalo para demostrar que los peines son de un solo uso.

- Datos: Q5070159